# Кубок Німеччини з футболу 2006—2007
Кубок Німеччини з футболу 2006—2007 — 64-й розіграш кубкового футбольного турніру в Німеччині. У кубку взяли участь 64 команди. Переможцем кубка Німеччини вчетверте став Нюрнберг.

## Другий раунд
| Команда 1             | Рахунок         | Команда 2                     |
| --------------------- | --------------- | ----------------------------- |
| 24 жовтня 2006        |                 |                               |
| Бабельсберг (4)       | 2:4             | Штутгарт                      |
| Саарбрюкен (3)        | 0:2             | Гройтер Фюрт (2)              |
| Пірмазенс (3)         | 0:3             | Унтерахінг (2)                |
| Любек (3)             | 0:0 дч пен. 4:5 | Вакер (Бургхаузен) (2)        |
| Бохум                 | 3:2             | Карлсруе СК (2)               |
| Вольфсбург            | 1:0             | Фрайбург (2)                  |
| Боруссія (Дортмунд)   | 0:1             | Ганновер 96                   |
| Кельн (2)             | 4:2 дч          | Шальке 04                     |
| 25 жовтня 2006        |                 |                               |
| Алеманія (Аахен)      | 4:2 дч          | Ерцгебірге Ауе (2)            |
| Пфуллендорф (3)       | 0:2             | Кікерс (Оффенбах) (2)         |
| Оснабрюк (3)          | 2:1             | Боруссія (Менхенгладбах)      |
| Падерборн 07 (2)      | 1:2 дч          | Нюрнберг                      |
| Рот-Вайс (Ессен) (2)  | 1:2             | Айнтрахт (Франкфурт-на-Майні) |
| Дуйсбург (2)          | 3:2 дч          | Баєр 04                       |
| Штутгартер Кікерс (3) | 0:2*            | Герта                         |
| Баварія               | 1:0             | Кайзерслаутерн (2)            |

* - матч був закінчений на 81-й хвилині після влучання предметом, який кинув глядач матчу, у асистента головного арбітра матчу. Результат був залишений.

## Третій раунд
| Команда 1                     | Рахунок         | Команда 2              |
| ----------------------------- | --------------- | ---------------------- |
| 19 грудня 2006                |                 |                        |
| Оснабрюк (3)                  | 0:3             | Герта                  |
| Бохум                         | 1:4             | Штутгарт               |
| Айнтрахт (Франкфурт-на-Майні) | 3:1 дч          | Кельн (2)              |
| Нюрнберг                      | 0:0 дч пен. 2:1 | Унтерахінг (2)         |
| 20 грудня 2006                |                 |                        |
| Кікерс (Оффенбах) (2)         | 2:1             | Вакер (Бургхаузен) (2) |
| Гройтер Фюрт (2)              | 1:3             | Вольфсбург             |
| Ганновер 96                   | 1:0             | Дуйсбург (2)           |
| Алеманія (Аахен)              | 4:2             | Баварія                |

## Чвертьфінали
| Команда 1             | Рахунок         | Команда 2                     |
| --------------------- | --------------- | ----------------------------- |
| 27 лютого 2007        |                 |                               |
| Нюрнберг              | 0:0 дч пен. 4:2 | Ганновер 96                   |
| Вольфсбург            | 2:0             | Алеманія (Аахен)              |
| Кікерс (Оффенбах) (2) | 0:3             | Айнтрахт (Франкфурт-на-Майні) |
| 28 лютого 2007        |                 |                               |
| Штутгарт              | 2:0             | Герта                         |

## Півфінали
| Команда 1      | Рахунок | Команда 2                     |
| -------------- | ------- | ----------------------------- |
| 17 квітня 2007 |         |                               |
| Нюрнберг       | 4:0     | Айнтрахт (Франкфурт-на-Майні) |
| 18 квітня 2007 |         |                               |
| Вольфсбург     | 0:1     | Штутгарт                      |

## Фінал
| 26 травня 2007 20:00 (CET) |

| Штутгарт                   | 2:3 дч   | Нюрнберг                                   |
| -------------------------- | -------- | ------------------------------------------ |
| Какау 20' Пардо 80' (пен.) | Протокол | Мінтал 28' Енгельгард 47' Крістіансен 109' |

| Олімпіаштадіон, Берлін Глядачів: 74 220 Арбітр: Міхаель Вайнер |